# Балтени (Олт)
Балтени (рум. Bălteni) насеље је и општина у Румунији у жупанији Олт. Oпштина се налази на надморској висини од 195 m.

## Становништво
Према подацима из 2002. године у насељу је живело 1768 становника, од којих су сви румунске националности.